# George Pollock
Pour les articles homonymes, voir Pollock.
George Pollock, né George Henry Pollock le 27 mars 1907 à Leicester (Angleterre) et mort le 22 décembre 1979 à Thanet (Kent), est un réalisateur britannique de cinéma.
Il est connu pour avoir réalisé les films mettant en scène Margaret Rutherford dans le rôle de la détective Miss Marple, d'après les romans d'Agatha Christie.

## Biographie
En 1961, George Pollock porte pour la première fois au grand écran le personnage d'Agatha Christie, la détective Miss Marple, interprétée par Margaret Rutherford, dans Le Train de 16 h 50. Il retrouve l'actrice dans trois autres films, Meurtre au galop (1963), Lady détective entre en scène (1964) et Passage à tabac (1964). En 1965, il réalise Les Dix Petits Indiens, adapté d'un autre roman de la reine du crime, Dix Petits Nègres.

## Filmographie

### Cinéma
- 1957 : Stranger in Town (en)
- 1958 : Rooney
- 1958 : Sally's Irish Rogue (en)
- 1959 : Broth of a Boy (en)
- 1959 : Don't Panic Chaps! (en)
- 1960 : And the Same to You
- 1961 : Le Train de 16 h 50
- 1962 : Village of Daughters (en)
- 1962 : La Polka des poisons
- 1963 : Meurtre au galop
- 1964 : Lady détective entre en scène
- 1964 : Passage à tabac
- 1965 : Les Dix Petits Indiens

### Télévision
- 1960 : Interpol Calling, série télévisée (1 épisode)
- 1962-1963 : Zéro un Londres (Zero One), série télévisée (3 épisodes)
- 1966 : Destination Danger, série télévisée (2 épisodes)
- 1967 : Gideon's Way, série télévisée (1 épisode)